# ベニントン (空母)
ベニントン (USS Bennington, CV/CVA/CVS-20) は、アメリカ海軍の航空母艦。エセックス級航空母艦としては11番目に就役した。艦名はアメリカ独立戦争のベニントンの戦いにちなむ。その名を持つ艦としては2隻目。「ビッグ・ベン」「ベニー」の愛称をもつ。また、当初より強力なアレスティング・ギアを装備していたので不具合の生じた艦載機の収容を任されることがあり、「"Cripple Ship"」などとも呼ばれた。

## 艦歴
「ベニントン」は1942年12月15日にニューヨーク海軍造船所で起工、1944年2月26日にミネソタ州選出下院議員メルビン・J・マースの夫人によって進水し、1944年8月6日に初代艦長J. B. サイクス大佐の指揮下で就役した。
12月15日、「ベニントン」はニューヨークを出港し、12月21日にパナマ運河を通過した。1945年1月8日、真珠湾に到着し、カロリン諸島のウルシー環礁に進出、空母機動部隊に2月8日合流する。ウルシー環礁から日本本土攻撃（2月16、17日、25日）、小笠原諸島（2月18日 - 3月4日）、沖縄（3月1日）、そして沖縄戦支援（3月18日 - 6月11日）を行った。4月7日、沖縄水上特攻作戦により出撃した戦艦「大和」以下の水上特攻隊に対する空襲作戦に参加し、「大和」の撃沈に貢献した(坊ノ岬沖海戦)。
6月4日、5日に「ベニントン」は沖縄本島沖合で台風の被害を受け、飛行甲板前方が圧壊するほどのダメージを負った。修理のためレイテ島に後退、6月12日に到着している。修理完了後7月1日にレイテ島を出港、7月10日から8月15日にかけて日本本土攻撃に参加している。
「ベニントン」は10月21日まで西太平洋における作戦活動を継続、日本占領支援を行った。9月2日、日本の降伏調印式典において「ベニントン」の艦載機は東京湾上を飛行した。「ベニントン」は1945年11月7日にサンフランシスコに到着し、1946年3月にパナマ運河を通過、バージニア州ノーフォークに向かう。
大戦終結に伴う海軍の縮小に伴い、エセックス級の多くが任務を解かれ予備役に編入されたが、「ベニントン」はその中でも最初に予備役となった艦である。不活性化オーバーホールの後1946年11月8日より保管状態に入ったが、SCB-27A改装によりジェット機運用のための近代化を実施することが決定する。
1950年10月30日よりブルックリン海軍工廠で改装を開始、1952年11月13日にCVA-20に艦種変更のうえ、デヴィッド・B・ヤング艦長の指揮のもと再就役した。再就役式典にはダン・A・キンボール海軍長官を含む1,400名以上が参加し、R. H. ヒレンコーター海軍少将は「ベニントン」を「我が艦隊で現在最も近代的な空母である」と語った。「ベニントン」の飛行甲板は43フィート延長され、8フィート幅が広げられたほか、甲板上から5インチ砲が撤去され、3インチ砲に変更された。
1953年4月28日、キューバ近海で爆発事故が発生し、11名が死亡した。
1954年5月26日、ロードアイランド州ナラガンセット湾を航行中、カタパルトの爆発事故が発生、103名が死亡、201名が負傷する大惨事となった。「ベニントン」は修理のためブルックリン海軍工廠に向かったが、そのまま近代化改装に入る。このSCB-125改装は1955年5月に完了した。
その後、ベトナム戦争に参加している。1966年の試作VTOL輸送機XC-142の実験任務、1967年12月のアポロ4号の回収任務への参加も特筆できる。
「ベニントン」は1970年1月15日に退役した。1989年9月20日に除籍され、1994年1月12日に売却、インドでスクラップにするため太平洋を牽引された。
「ベニントン」は第二次世界大戦での戦功で3つの従軍星章を、ベトナム戦争の戦功で4つの従軍星章を受章した。

## ギャラリー

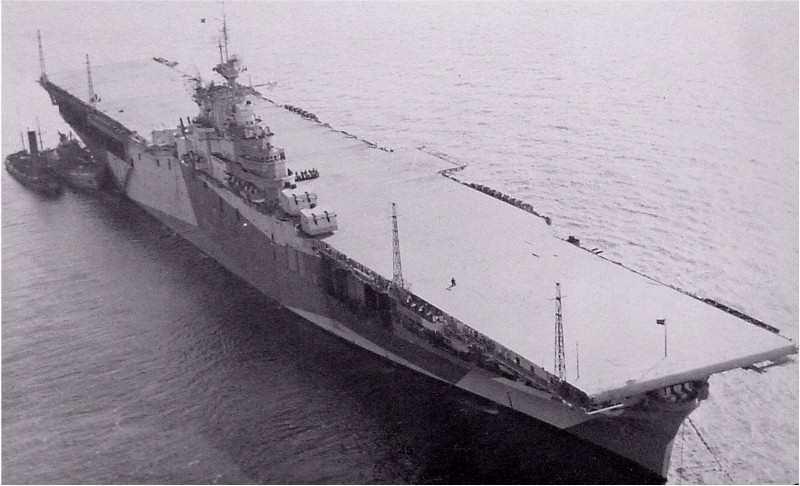
1944年12月13日、ブルックリン海軍工廠にて
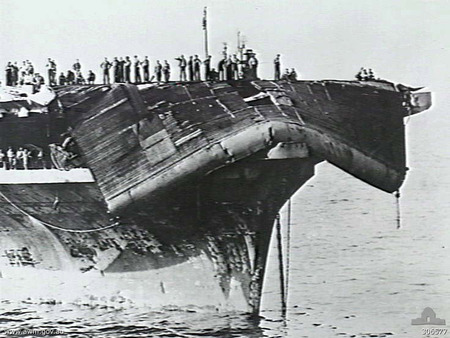
台風で飛行甲板を破損(1945年6月12日)
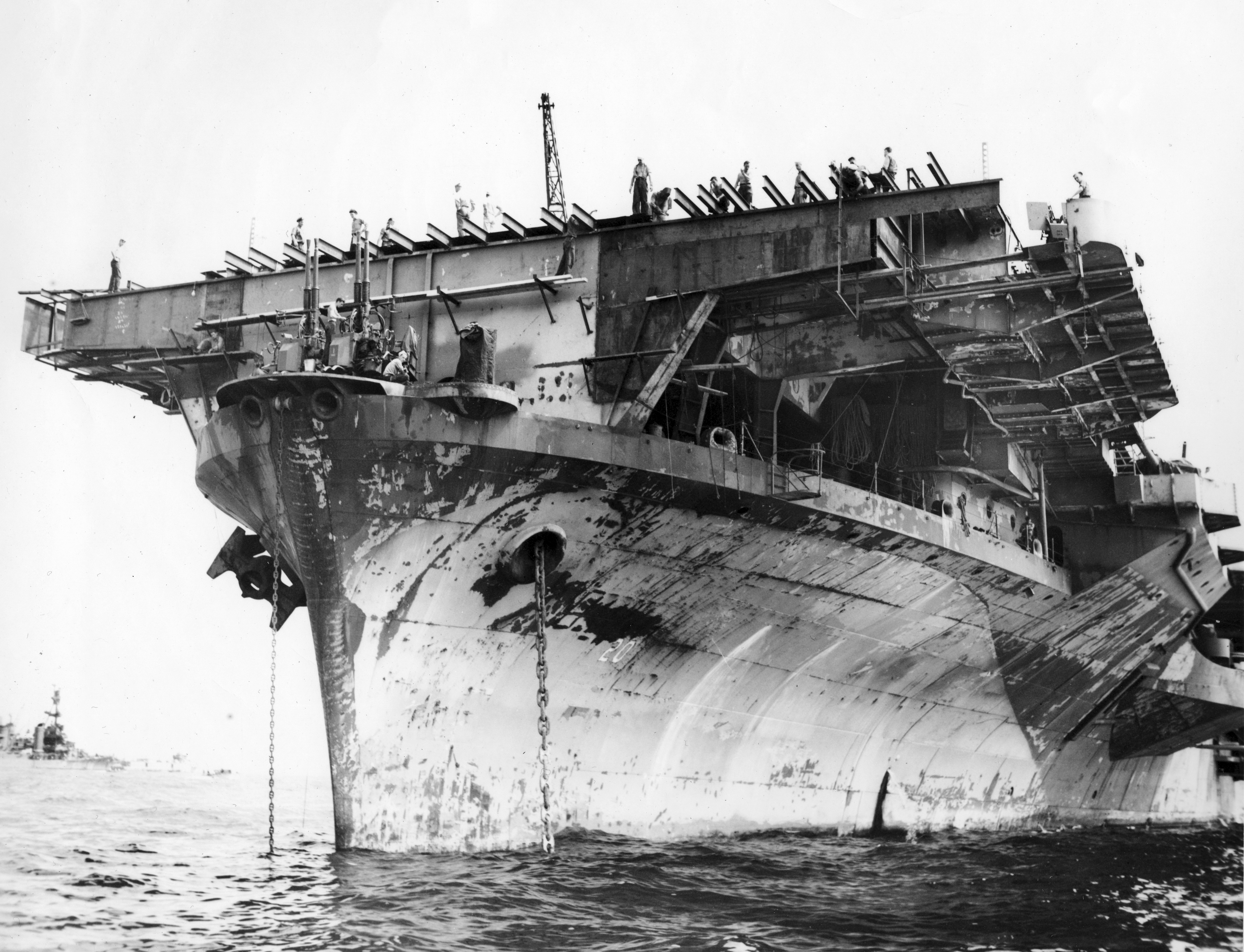
台風による損傷を修理中
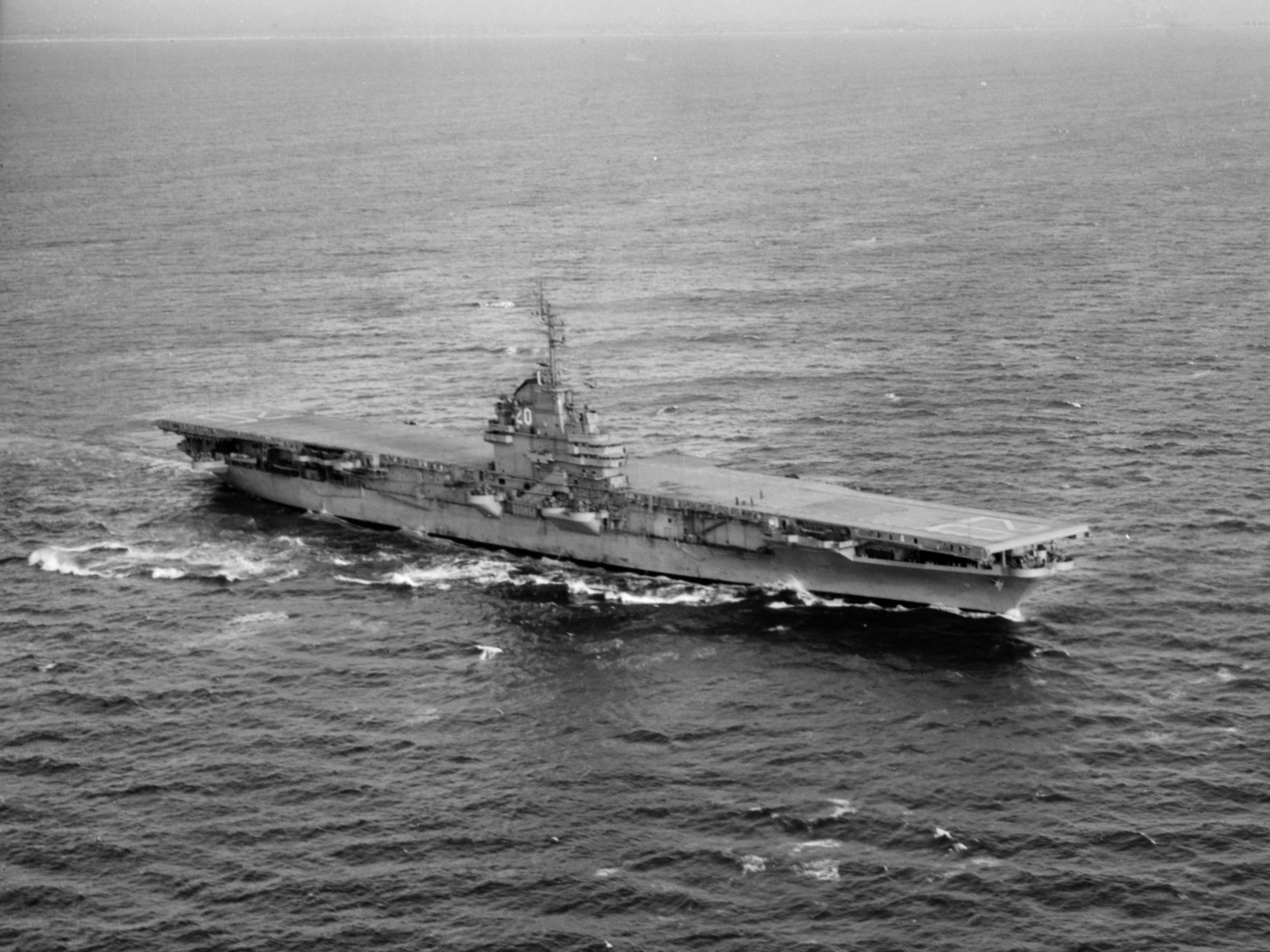
SCB-27A改装後(1953年1月)
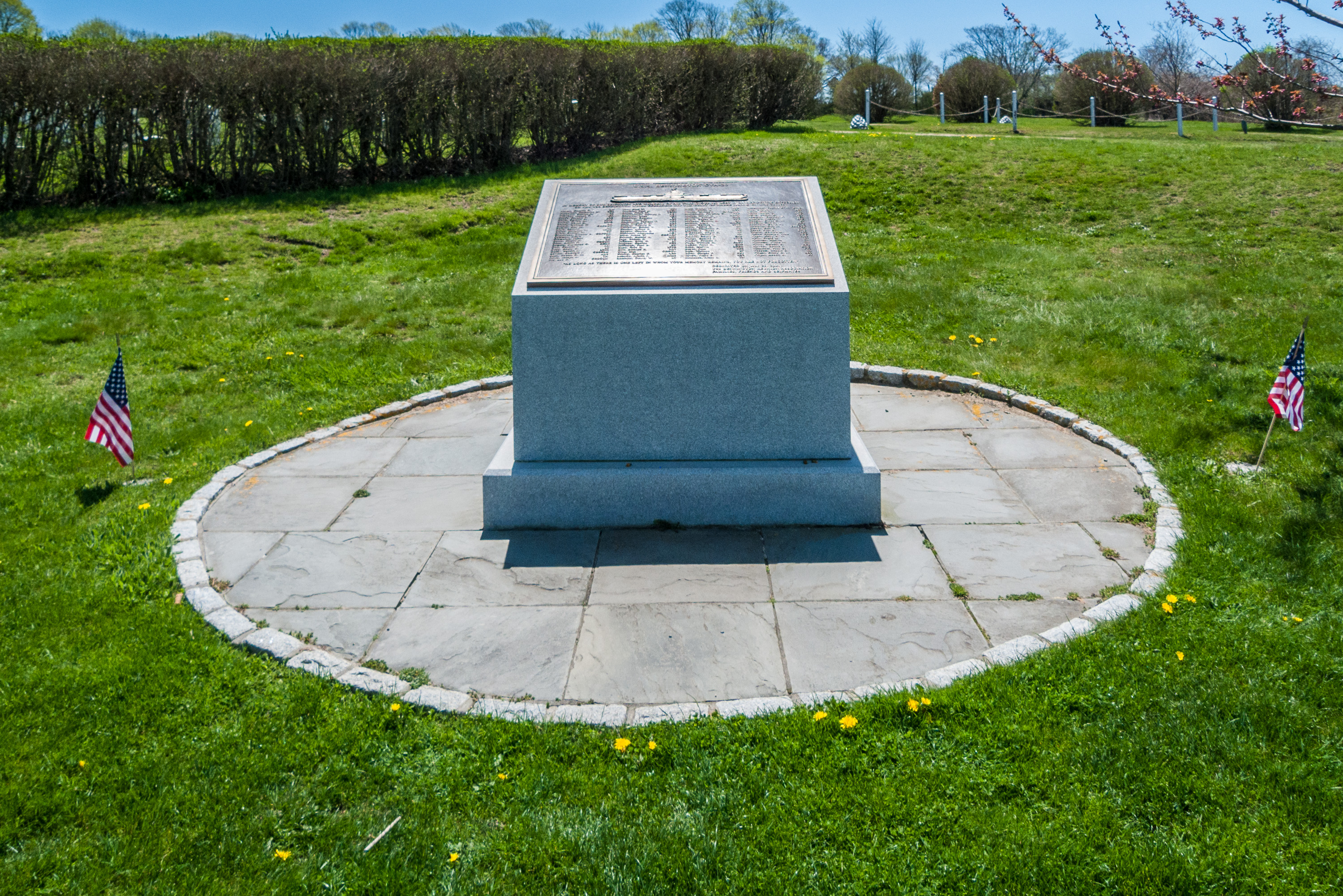
1954年のカタパルト爆発事故の追悼碑
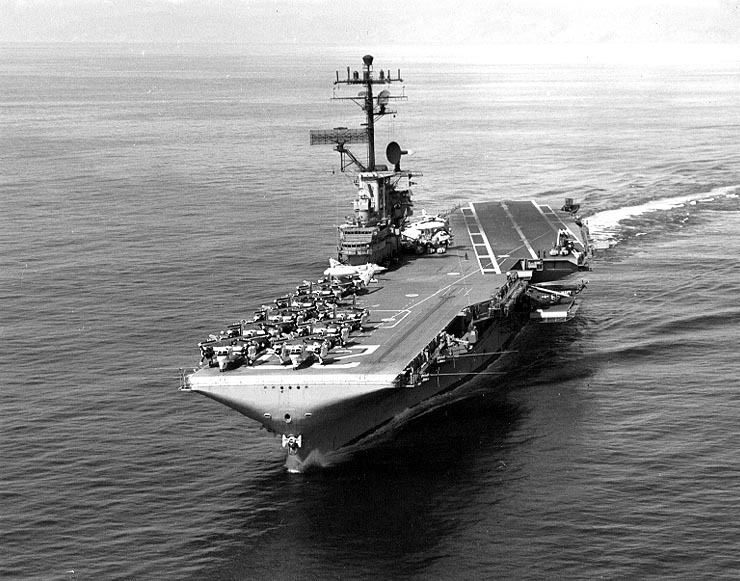
SCB-125改装後(1965年3月5日)
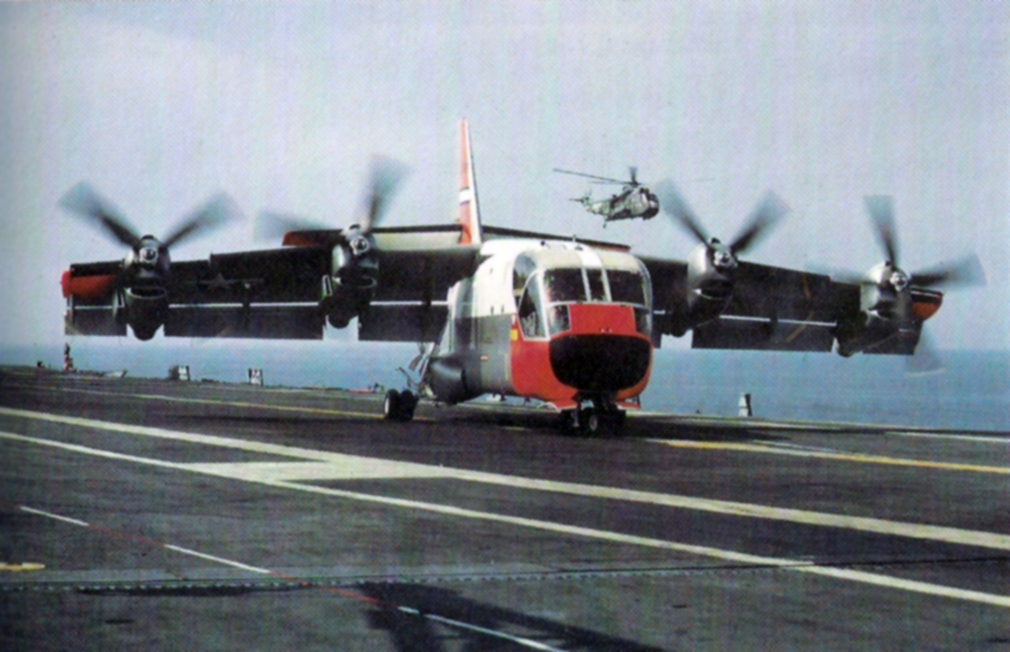
「ベニントン」艦上で発艦実験を行うXC-142A輸送機
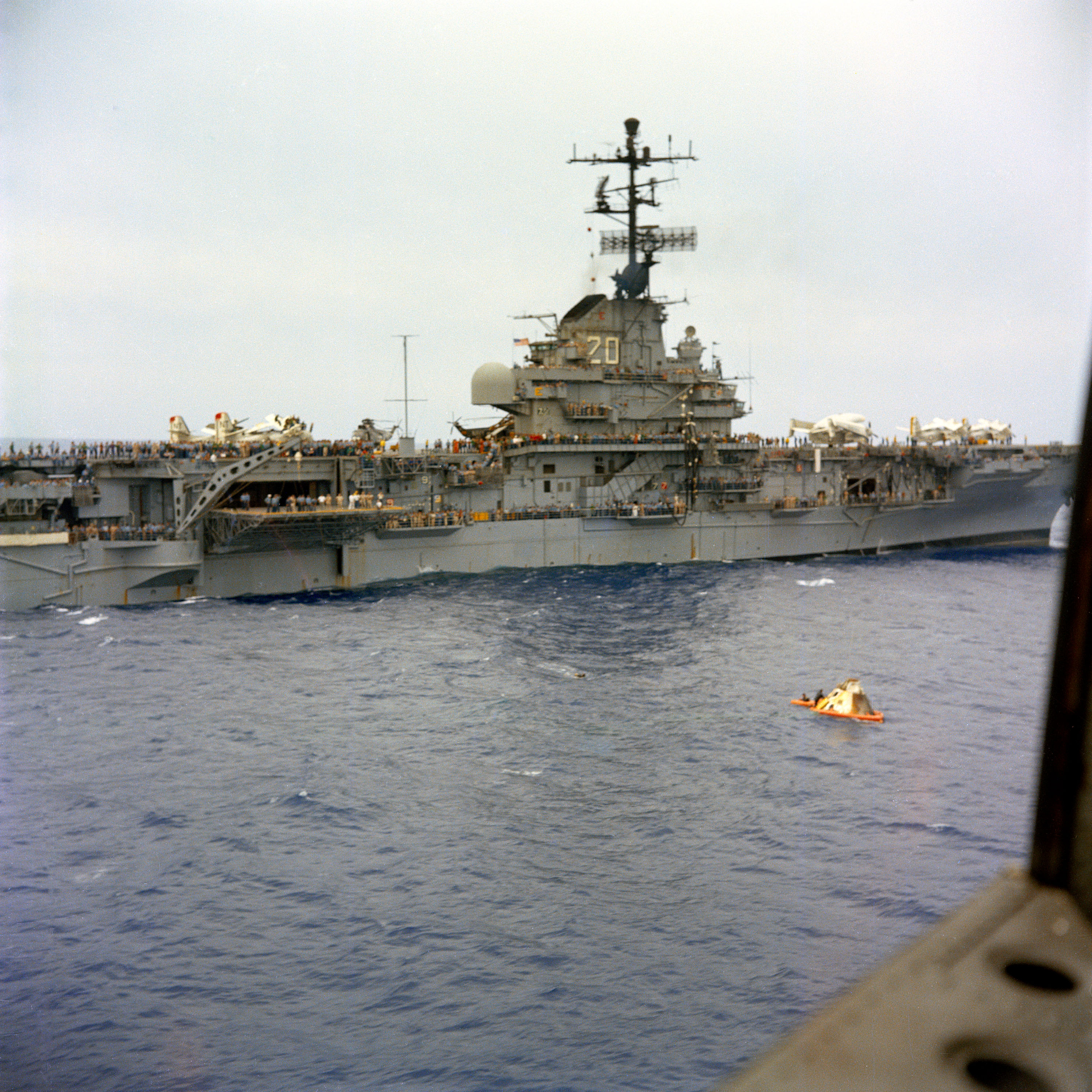
アポロ4号の回収任務中(1967年12月9日)
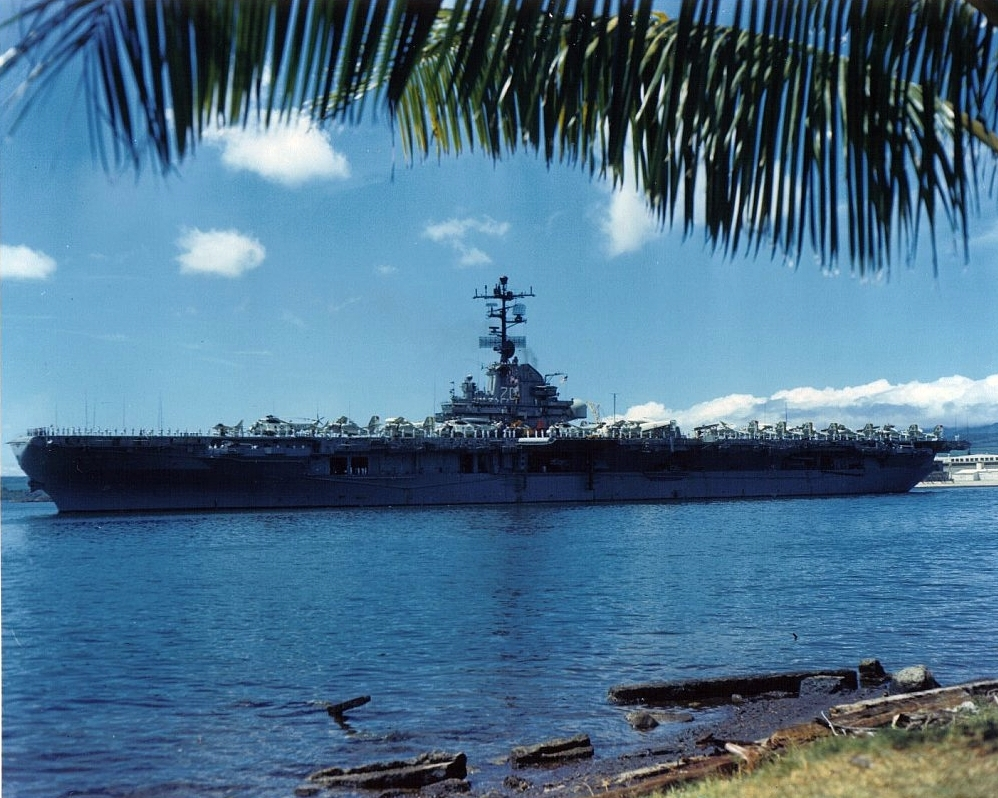
1968年、真珠湾にて